# Paulo Josue
Paulo Josué Stürmer dos Reis (ur. 13 marca 1989 w Canela) – malezyjski piłkarz urodzony w Brazylii, grający na pozycji napastnika. Zawodnik Kuala Lumpur City FC. Kapitan swojej drużyny.